# Tribunal Internacional de Justiça
A Corte Internacional de Justiça(pt-BR) ou Tribunal Internacional de Justiça(pt-PT?)  (abreviado CIJ ou TIJ) é um órgão jurisdicional da Organização das Nações Unidas (ONU), com sede no Palácio da Paz em Haia (Países Baixos). Por isso, costuma ser confundido com a Corte de Haia ou Tribunal de Haia, os quais na realidade se referem ao Tribunal Penal Internacional (TPI).

## História
Foi instituído ao abrigo do artigo 92 da Carta das Nações Unidas:
"Artigo 92. A Corte Internacional de Justiça será o principal órgão judiciário das Nações Unidas. Funcionará de acordo com o Estatuto anexo, que é baseado no Estatuto da Corte Permanente de Justiça Internacional e faz parte integrante da presente Carta."
Sua principal função é resolver conflitos jurídicos a ele submetidos por Estados e emitir pareceres sobre questões jurídicas apresentadas ordinariamente pela Assembleia Geral das Nações Unidas ou pelo Conselho de Segurança das Nações Unidas. Extraordinariamente, poderão solicitar parecer consultivo órgãos e agências especializadas autorizados pela Assembleia Geral da ONU, desde que as questões submetidas estejam dentro de sua esfera de atividade (artigo 96, inciso II do Estatuto da Corte Internacional de Justiça).
Foi fundado em 1945, após a Segunda Guerra Mundial, em substituição à Corte Permanente de Justiça Internacional, instaurada pela Liga das Nações.
O Tribunal Internacional de Justiça não deve ser confundido com o Tribunal Penal Internacional (TPI), que tem competência para julgar indivíduos e não Estados.

## Atividades
Estabelecida em 1945 pela Carta da ONU, A Corte começou a funcionar em 1946, sediada no Palácio da Paz na cidade neerlandesa de Haia (na província da Holanda do Sul, Países Baixos), como sucessor da Corte Permanente de Justiça Internacional. O Estatuto da Corte Internacional de Justiça, semelhante a de seu predecessor, é o principal documento constitucional que da constituição e regula a Corte.
O trabalho da Corte é um conjunto variado de atividades judiciais. Até hoje, a CIJ já lidou com relativamente poucos casos. Entretanto, desde a década de 80, vem havendo um aumento na vontade de se fazer uso da Corte, especialmente entre os países em desenvolvimento, depois que a corte julgou que a guerra dos Estados Unidos contra a Nicarágua foi uma violação do direito internacional. O capítulo XIV das Cartas das Nações Unidas autoriza o conselho de segurança fazer valer as decisões da Corte Mundial. Entretanto, tal obrigação é sujeita ao veto dos cinco membros permanentes do Conselho; veto o qual os Estados Unidos usaram nesse caso da Nicarágua.

## Juízes brasileiros que compuseram a corte
- Rui Barbosa, o primeiro magistrado brasileiro no Palácio da Paz, foi eleito para o mandato inicial (1921-1930) da Corte Permanente de Justiça Internacional, mas morreu em 1923, antes de ter participado de qualquer sessão da Corte. Substitui-o Epitácio Pessoa.[4]
- Epitácio Pessoa foi eleito juiz da Corte na vaga de Rui Barbosa, e a integrou depois de ter sido Presidente da República. Ficou de 1923 a 1930.[5]
- Filadelfo de Azevedo foi o primeiro juiz brasileiro a ocupar assento na Corte Internacional de Justiça.[6]
- Levi Carneiro, que ficou de 1951 a 1954.[7]
- José Sette Câmara, ficou de 1979 a 1988.[8]
- José Francisco Rezek, foi membro do tribunal entre 1996 a 2006.
- Antônio Augusto Cançado Trindade foi membro do tribunal de 2009 a 2022.[9]
- Leonardo Nemer Caldeira Brant foi eleito membro substituto em novembro de 2022 para um mandato até 2027.[10]

## Composição

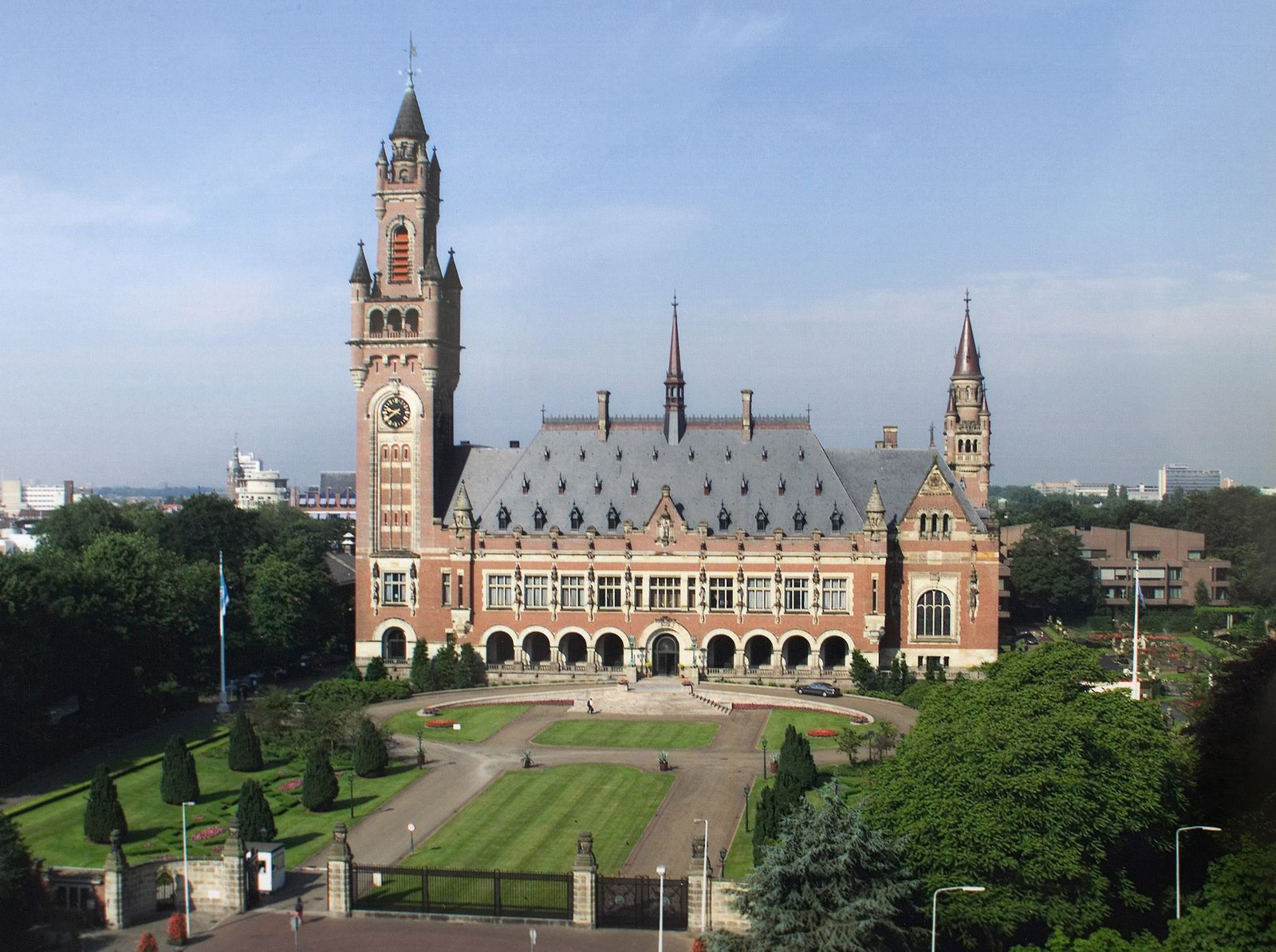
Palácio da Paz, em Haia, sede da CIJ.

O CIJ é composto por quinze juízes de nacionalidades distintas (artigo 3º do Estatuto da Corte Internacional de Justiça) eleitos para mandato de nove anos pela Assembleia Geral das Nações Unidas e pelo Conselho de Segurança das Nações Unidas pelo voto da maioria absoluta a partir de uma lista de pessoas nomeadas por grupos nacionais na Corte Permanente de Arbitragem (artigo 4º). Está prevista a possibilidade de reeleição ao cargo (artigo 13).
Eleições ocorrem a cada três anos, com um terço dos juízes se retirando (e possivelmente se candidatando à reeleição) a cada ocasião, a fim de assegurar a continuidade da corte. (artigo 13).
Caso um juiz morra no cargo, geralmente se elege um juiz da mesma nacionalidade para completar o mandato.[carece de fontes?] Os membros do Tribunal devem representar as "principais formas de civilização e os principais sistemas jurídicos do mundo" (artigo 9º). Essencialmente, isso significa a common law, o sistema romano-germânico e o direito socialista (agora lei pós-comunista). Desde a década de 1990, quatro dos cinco membros permanentes do Conselho de Segurança (França, Rússia, Reino Unido, e Estados Unidos) sempre tiveram um juiz no Tribunal. A exceção foi a China (República da China até 1971 e República Popular da China a partir de 1971), que não tinha um juiz no Tribunal no período 1967-1985. Isso porque não apresentava um candidato. A regra de uma composição geopolítica existe, apesar do fato de que não há previsão para isso no Estatuto da TIJ.
O artigo 6.º do Estatuto prevê que todos os juízes devem ser "eleitos independentemente de sua nacionalidade entre pessoas de caráter ilibado", que são ou qualificados para o cargo judicial mais alto em seus estados de origem ou conhecidos como advogados com competência reconhecida em direito internacional. A independência judicial é tratada especificamente nos artigos 16.º a 18.º. Os juízes do TIJ são proibidos de exercer outro cargo ou atuar como advogado. Na prática, os membros do Tribunal têm a sua própria interpretação destas regras. Isto permite-lhes envolver-se em arbitragem e ocupar cargos profissionais, desde que não haja conflito de interesse. Um juiz pode ser demitido só por unanimidade. Apesar dessas previsões, a independência dos membros do TIJ tem sido questionada. Por exemplo, durante o caso Nicarágua vs Estados Unidos, os Estados Unidos emitiram um comunicado sugerindo que não poderiam apresentar material restrito ao Tribunal por causa da presença de juízes dos estados do Bloco do Leste.
Os juízes podem se pronunciar conjuntamente ou emitir suas próprias opiniões. Decisões e opiniões consultivas são decididas por maioria e, em caso de empate, o voto do presidente se torna decisivo. Os juízes também podem entregar em separado opiniões dissidentes.

### JuízesAd hoc
O artigo 31 do Estatuto estabelece um procedimento através do qual juízes ad hoc decidem sobre casos contenciosos perante a Corte. Este sistema permite que qualquer parte em um caso contencioso nomeie um juiz de sua escolha. É possível que até dezessete juízes julguem em um caso.
Este sistema pode parecer estranho, quando comparado com os processos de tribunais nacionais, mas seu objetivo é encorajar os Estados a apresentarem casos ao Tribunal. Por exemplo, se um estado sabe que terá um membro da justiça que pode participar da deliberação e oferecer aos outros juízes o conhecimento local e uma compreensão da perspectiva do estado, esse estado pode ficar mais disposto a se submeter à jurisdição do Tribunal. Embora este sistema não se coadune com a natureza judicial do órgão, geralmente gera pouca consequência prática. Juízes Ad hoc geralmente (mas não sempre) votam a favor do Estado que os nomeou e, portanto, se anulam mutuamente.

### Composição atual
De acordo com dados do site oficial da Corte Internacional de Justiça, a composição da Corte é a seguinte:
| Nome                                                                        | País           | Posição          | Eleição | Fim do Mandato |
| --------------------------------------------------------------------------- | -------------- | ---------------- | ------- | -------------- |
| Nawaf Salam                                                                 | Líbano         | Presidentea      | 2018    | 2027           |
| Julia Sebutinde                                                             | Uganda         | Vice-Presidentea | 2012    | 2030           |
| Peter Tomka                                                                 | Eslováquia     | Membro           | 2003    | 2030           |
| Ronny Abraham                                                               | França         | Membro           | 2005    | 2027           |
| Abdulqawi Ahmed Yusuf                                                       | Somália        | Membro           | 2009    | 2027           |
| Xue Hanqin                                                                  | China          | Membro           | 2010    | 2030           |
| Dalveer Bhandari                                                            | Índia          | Membro           | 2012    | 2027           |
| Yuji Iwasawa                                                                | Japão          | Membro           | 2018    | 2027           |
| Georg Nolte                                                                 | Alemanha       | Membro           | 2021    | 2030           |
| Hilary Charlesworth (Substituiu James Crawford)                             | Austrália      | Membro           | 2021    | 2033           |
| Leonardo Nemer Caldeira Brant (Substituiu Antônio Augusto Cançado Trindade) | Brasil         | Membro           | 2022    | 2027           |
| Juan Manuel Gómez Robledo                                                   | México         | Membro           | 2024    | 2033           |
| Sarah H. Cleveland                                                          | Estados Unidos | Membro           | 2024    | 2033           |
| Bogdan-Lucian Aurescu                                                       | Romênia        | Membro           | 2024    | 2033           |
| Dire Tladi                                                                  | África do Sul  | Membro           | 2024    | 2033           |
| a Para o mandato de 2024–2027                                               |                |                  |         |                |

### Presidentes
| #  | Presidente                  | Início | Fim      | País           |
| -- | --------------------------- | ------ | -------- | -------------- |
| 1  | José Gustavo Guerrero       | 1946   | 1949     | El Salvador    |
| 2  | Jules Basdevant             | 1949   | 1952     | França         |
| 3  | Arnold McNair               | 1952   | 1955     | Reino Unido    |
| 4  | Green Hackworth             | 1955   | 1958     | Estados Unidos |
| 5  | Helge Klæstad               | 1958   | 1961     | Noruega        |
| 6  | Bohdan Winiarski            | 1961   | 1964     | Polônia        |
| 7  | Percy Spender               | 1964   | 1967     | Austrália      |
| 8  | José Bustamante y Rivero    | 1967   | 1970     | Peru           |
| 9  | Muhammad Zafarullah Khan    | 1970   | 1973     | Paquistão      |
| 10 | Manfred Lachs               | 1973   | 1976     | Polônia        |
| 11 | Eduardo Jiménez de Aréchaga | 1976   | 1979     | Uruguai        |
| 12 | Humphrey Waldock            | 1979   | 1981     | Reino Unido    |
| 13 | Taslim Elias                | 1982   | 1985     | Nigéria        |
| 14 | Nagendra Singh              | 1985   | 1988     | Índia          |
| 15 | José Ruda                   | 1988   | 1991     | Argentina      |
| 16 | Robert Jennings             | 1991   | 1994     | Reino Unido    |
| 17 | Mohammed Bedjaoui           | 1994   | 1997     | Argélia        |
| 18 | Stephen Schwebel            | 1997   | 2000     | Estados Unidos |
| 19 | Gilbert Guillaume           | 2000   | 2003     | França         |
| 20 | Shi Jiuyong                 | 2003   | 2006     | China          |
| 21 | Rosalyn Higgins             | 2006   | 2009     | Reino Unido    |
| 22 | Hisashi Owada               | 2009   | 2012     | Japão          |
| 23 | Peter Tomka                 | 2012   | 2015     | Eslováquia     |
| 24 | Ronny Abraham               | 2015   | 2018     | França         |
| 25 | Abdulqawi Yusuf             | 2018   | 2021     | Somália        |
| 26 | Joan Donoghue               | 2021   | 2024     | Estados Unidos |
| 27 | Nawaf Salam                 | 2024   | presente | Líbano         |

### Jurisdição
No âmbito da CIJ, desenvolve-se jurisdição para desenvolver o direito internacional. Essa jurisdição, lançou luz nos mais diversos temas, dos quais os principais são a interpretação de tratados internacionais, a definição de costumes, o estabelecimento do regime jurídico de atos unilaterais, além da formulação de princípios gerais do direito internacional, da delimitação do papel do indivíduo enquanto sujeito do direito internacional e da personalidade jurídica de organizações internacionais, abordando ainda a responsabilidade internacional e a soberania de Estados, a direitos de nacionalidade de pessoas físicas, jurídicas e de embarcações, a delimitação do mar territorial e da plataforma continental.

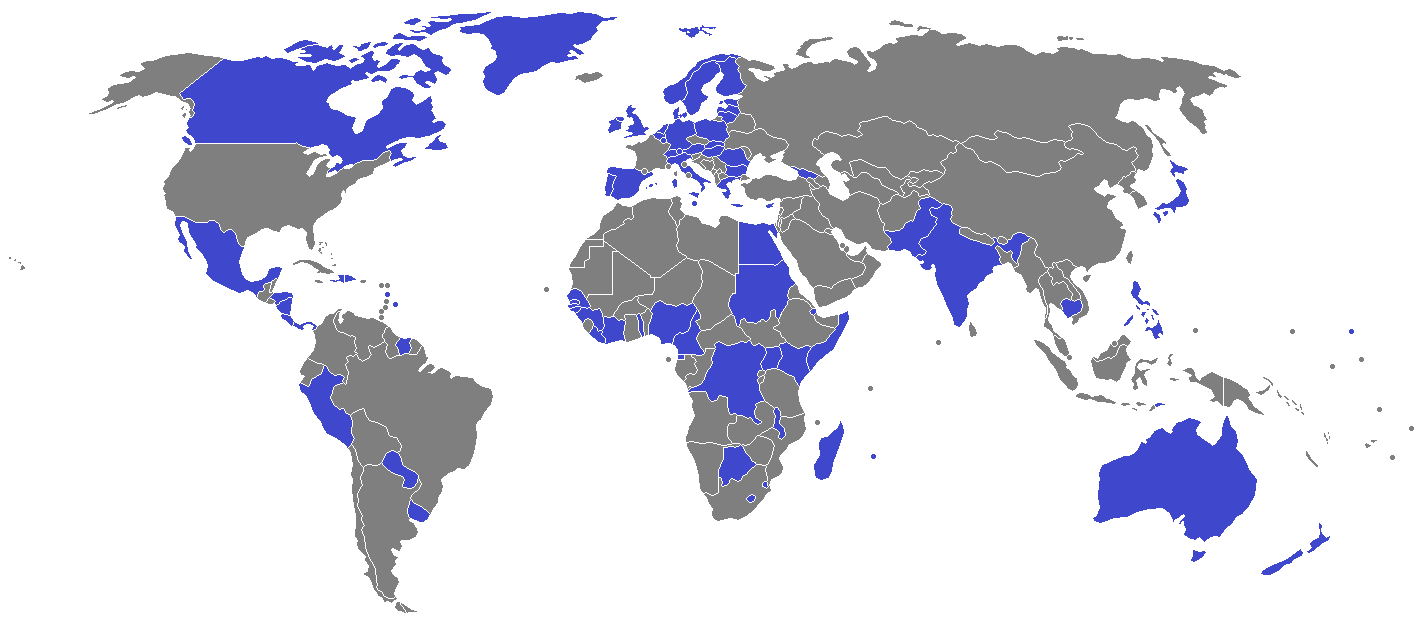
Os Estados-membros das Nações Unidas aceitaram a jurisdição obrigatória do Tribunal Internacional de Justiça.